# دهه ۲۶۰ (میلادی)

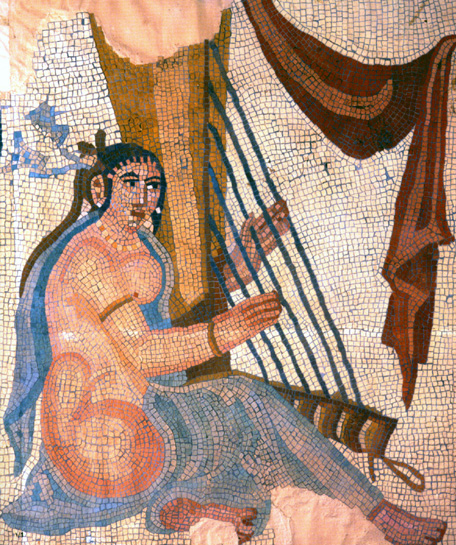
سنگ‌فرشی از مرمر با نقش زنی چنگ‌نواز، مربوط به حدود سال ۲۶۰ میلادی (دوران شاهنشاهی ساسانی) این موزاییک از ایوان کاخی به‌جا مانده در بیشاپور، که به نام «کاخ شاپور» شناخته می‌شود، به‌دست آمده است.

دهه ۲۶۰ (میلادی) دهه بیست و ششم تقویم میلادی است.

## درگذشتگان
‎